# Skända flaggan
Skända flaggan är ett screentryck av Carl Johan De Geer, och det mest välkända i en serie på tre verk han gjorde 1967 för att propagera för vapenvägran och skapa opinion mot USA:s bombningar i Vietnam. De övriga verken var screentrycket Vägra vapen och affischen USA mördare. Serien ställde han ut på Galleri Karlsson i Stockholm i april 1967, på en gemensam utställning med sin dåvarande fru Marie-Louise De Geer (numera Ekman).
Skända flaggan föreställer en flaggbränning av en svensk flagga. Vid sidan står det i stora blå bokstäver: Skända flaggan vägra vapen och något mindre i gult: Svik fosterlandet var onationell. I mitten av korset på flaggan står det KUKEN, i rött.
Två poliser såg verken genom fönstret till galleriet på söndagsmorgonen den 30 april, dagen efter vernissagen. De larmade stationen och jourhavande åklagare beslutade att verken skulle beslagtas. Polisen beslagtog 61 blad, och en del andra verk från galleriet. Den 11 maj återvände polisen till galleriet och fann då ytterligare exemplar med samma motiv som även togs i beslag. Per Bjurström, chef för Nationalmuseum i Stockholm hade hunnit köpa serien för Statens Konstmuseers räkning och bladen förvarades sedan i många år under namnet ”okänd mästare” på Nationalmuseum innan de överfördes till Moderna museet.
Carl Johan De Geer dömdes i Stockholms rådhusrätt och efter överklagande i Svea hovrätt till 75 dagsböter à 15 kr för uppvigling och skymfande av svensk och utländsk rikssymbol. Straffet fastställdes i Svea hovrätt den 7 juni 1968 och gick därefter vidare till Högsta domstolen där ärendet dock aldrig togs upp. Polisen brände verken då domstolen fastställde att "Litografierna är av sådan beskaffenhet att de skola till förebyggande av vidare brottslighet förverkas”. Detta var en av få gånger som svenska staten med hänvisning till lagen destruerade en konstnärs verk under 1900-talet.
Hur många tryck av de tre originalverken som finns kvar är okänt och även hur många blad som trycktes initialt. 2004 lät De Geer göra en ny upplaga av serien i vardera 40 exemplar, med den tillagda kommentaren i blyerts: Beslagtagen och destruerad 1967. Ny upplaga (besittningsrestitution) 2004.
På "USA mördare" har USA:s krigföring i Indokina likställts med Nazityskland under andra världskriget genom att stjärnorna i USA:s flagga ersatts av hakkors.

## Eftermäle
Scentrycket har senare använts och parafraserats på olika olika sätt. Bilden med den brinnande svenska flaggan återfinns på Magnus Ugglas coveralbum Allting som ni gör kan jag göra bättre från 1987 I januari 2023, i samband med Sveriges ansökan om medlemskap i NATO och de följande diplomatiska motsättningarna mellan Sverige och Turkiet, publicerade tidningen Flamman en satirteckning där i stället Turkiets flagga skändas.